# PHL-16
PHL-16  (або тип PCL191) — це самохідна реактивна система залпового вогню (РСЗВ), встановлена на вантажівці, розроблена Китайською Народною Республікою.

## Розробка
Створена на базі AR-3 MRL, розробленому Norinco. AR-3 вийшов на ринок у 2010 році. PHL-16 було представлено під час параду до Національного дня Китаю в 2019 році; на відміну від інших реактивних систем на параді, машини були без маркування.

## Дизайн
Пускові установки працюють у складі вогневої батареї. Система також здатна працювати в автономному режимі. Типова батарея включає шість пускових установок, кілька машин перезаряджання, командно-штабну машину, машину для метеорологічних досліджень та інші транспортні засоби служби підтримки.

### Ракети
На відміну від попереднього PHL-03, який заряджається боєприпасами фіксованого типу, новий PHL-16 має дві модульні пускові камери, які можуть нести різні типи боєприпасів. Кожна пускова ячейка може нести п'ять ракет калібру 300 мм або чотири ракети калібру 370 мм. Експортна версія нової реактивної системи залпового вогню AR-3 може навіть переходити на 750-мм тактичну балістичну ракету Fire Dragon 480 із дальністю 360 км і 380-мм протикорабельну ракету TL-7B. Ця можливість, можливо, буде передана варіантам PLA.
Конфігурація, показана під час параду до Національного дня 2019 року, складалася з 8 ракет калібру 370 мм.

### Шасі
Шасі автомобіля побудовано на базі 45-тонного спеціального колісного шасі WS2400 8×8.

## Варіанти
AR-3
Базова модель; вперше виведена на ринок у 2010 році
PHL-16
Розробка для Народно-визвольної армії

## Загострення 2022 року
30 липня 2022 року з'явилася інформація, що Китай перекидає PHL-16 до провінції Фуцзянь, яка найближче до Тайваню. У відповідь Тайвань розгорнув свою ППО. До Тайваню направився авіаносець США "Рональд Рейган", супроводжувати Ненсі Пелосі, яка вилетіла до Тайваню.

## Оператори
People's Republic of China
- Сухопутні сили Народно-визвольної армії – понад 20 одиниць станом на 2020 рік [9]